# 八千卷楼

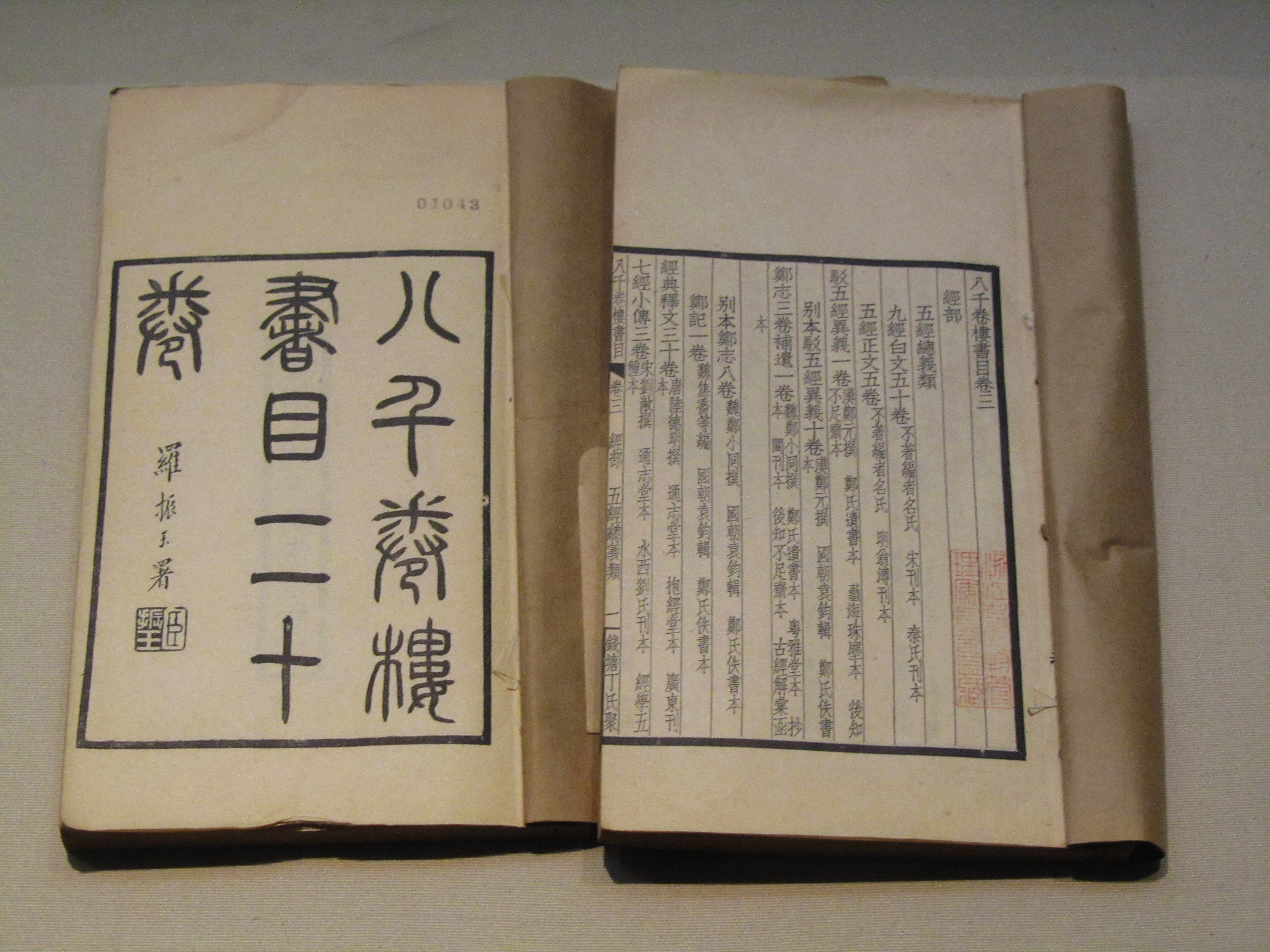
民国丁仁编《八千卷楼书目》，浙江省博物馆武林馆区藏。

八千卷樓，清朝浙江杭州丁申、丁丙兄弟私人藏書樓。

## 历史

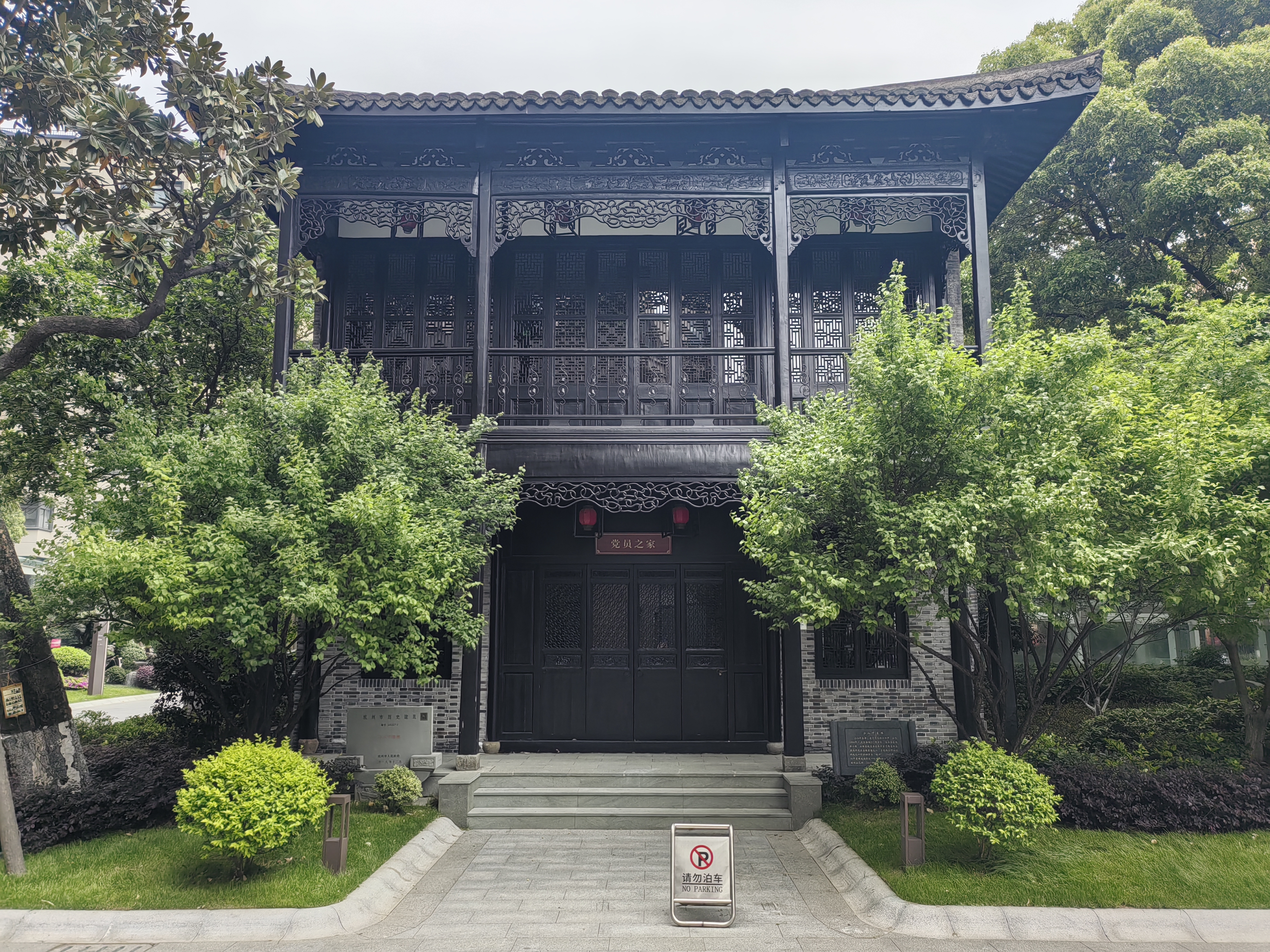
位於現浙江大学医学院附属第一医院內的小八千卷樓

創于其祖父丁國典時，以其遠祖宋代丁𫖮曾藏書八千卷得名。所藏多為歷代古籍善本。丁丙增辟書室藏新收書，稱“後八千卷樓”、“善本書室”、“小八千卷樓”，總稱“嘉惠堂”。1860年杭州文瀾閣四庫全書散佚，丁丙多方搜集、補鈔。丁丙撰有《善本書室藏書志》，其子丁立中輯有《八千卷樓書目》。
据《杭州丁氏八千卷楼书事新考》：丁申、丁丙去世后，其后代丁立诚、丁立中经营不当，导致背上巨额债务，丁立中遭到羁押，丁家不得不将藏书卖掉以求渡过难关。端方得知此事后，命缪荃孙、陈庆年赴杭州接洽。光绪三十三年（1907）十月十一日，在多次书信来往后，缪荃孙、陈庆年抵达杭州，经多次议价，以七万三千元购得所有的丁氏藏书。同年十二月，六十余万卷藏书分三批运往南京，通过端方协调，丁立中获释，藏书入藏江南图书馆。

## 评价
《首都志》说它为“明清两朝藏书家之结晶”、“江苏之有大规模公开图书馆，实自是始”。“其书之可贵者，犹有数种：一为‘四库’修书底本，如李杞《周易详解》、俞汝言《春秋平义》之类；一为名人精写稿本，如厉鹗《东城杂记》《武林石刻记》之类；又有日本、高丽各地刊印之本；而近代名臣、大儒、校勘家、收藏家所藏之书，尤指不胜数”。

## 外部連結
- 八千卷楼[永久]